# 超かわいい映像連発!どうぶつピース!!
『超かわいい映像連発!どうぶつピース!!』（ちょうかわいいえいぞうれんぱつ どうぶつピース）は、2016年9月30日から2022年3月31日までテレビ東京系列で放送されていた動物バラエティ番組。
当番組開始前の特別番組として、2014年10月7日から2016年7月1日までは、『どうぶつBANG!!』（どうぶつバング）が、オードリーのみのMCで放送された。

## 概要
猫と犬の赤ちゃんに「かわいい」と叫ぶような動物の映像を紹介するといった内容である。
2019年10月17日より、毎週木曜 18:25 - 19:53枠へ移動し、放送時間も88分へ拡大された。
2021年10月からレギュラーMCが春日俊彰（オードリー）と大政絢のみとなり、各回ごとにゲストMCが設定された。
2022年4月改編で『タクシー運転手さん一番うまい店に連れてって!』が当該時間帯で開始されるため、本番組は3月31日をもって終了。5年半の歴史に幕を閉じた。

## 放送枠の変遷

### どうぶつBANG!!
- 2014年10月7日（火） 18:57 - 20:54
- 2015年3月25日（水） 18:57 - 20:54（20:10 - 20:14の間は各局別のミニ番組を挿入のため中断[6]）
- 2015年4月17日（金） 18:58 - 20:50
- 2015年9月29日（火） 18:57 - 20:54
- 2015年10月16日（金） 18:58 - 20:50[7]
- 2016年1月19日（火） 18:57 - 20:54
- 2016年4月1日（金） 18:58 - 20:50
- 2016年4月8日（金） 18:53 - 20:50
- 2016年6月24日（金） 18:53 - 20:50
- 2016年7月1日（金） 18:53 - 20:50

### 超かわいい映像連発!どうぶつピース!!
- 2016年9月30日 - 2019年9月13日 金曜 18:55 - 19:56（61分）
  - 2016年12月28日は水曜 17:55 - 21:00に臨時枠移動・拡大して放送。
- 2019年10月17日 - 2021年3月25日 木曜 18:25 - 19:53（88分）
  - 2020年1月4日は土曜日の5:00 - 9:00にスペシャル版で放送。
- 2021年4月8日 - 2022年3月31日 木曜 18:25 - 19:58（93分）

## 出演者
レギュラーMC
- 春日俊彰（オードリー） - MC
- 大政絢（2016年9月30日 - ） - MC
- ぴーす君（フレンチ・ブルドッグ）(2017年4月 -)

主なゲストMC（2021年10月以降）
- 名倉潤（ネプチューン）
- 田村淳（ロンドンブーツ1号2号）
- 長嶋一茂

## 過去の出演者
- ハル（キャバリア）（2017年12月-2018年5月）

春日の愛犬でドッグダンスという企画に出演した。また、2020年2月20日は企画でゲスト出演している。
- 若林正恭（オードリー）（2016年9月30日 - 2021年9月30日） - レギュラーMC

## ネット局
| 放送対象地域   | 放送局                   | 系列                                         | 放送日時                                                     | 遅れ       | 備考          |
| -------------- | ------------------------ | -------------------------------------------- | ------------------------------------------------------------ | ---------- | ------------- |
| 関東広域圏     | テレビ東京（TX）         | テレビ東京系列                               | 金曜 18:55 - 19:56 ↓ 木曜 18:25 - 19:53 ↓ 木曜 18:25 - 19:58 | 制作局     | 制作局        |
| 北海道         | テレビ北海道（TVh）      | テレビ東京系列                               | 金曜 18:55 - 19:56 ↓ 木曜 18:25 - 19:53 ↓ 木曜 18:25 - 19:58 | 同時ネット |               |
| 愛知県         | テレビ愛知（TVA）        | テレビ東京系列                               | 金曜 18:55 - 19:56 ↓ 木曜 18:25 - 19:53 ↓ 木曜 18:25 - 19:58 | 同時ネット |               |
| 大阪府         | テレビ大阪（TVO）        | テレビ東京系列                               | 金曜 18:55 - 19:56 ↓ 木曜 18:25 - 19:53 ↓ 木曜 18:25 - 19:58 | 同時ネット |               |
| 岡山県・香川県 | テレビせとうち（TSC）    | テレビ東京系列                               | 金曜 18:55 - 19:56 ↓ 木曜 18:25 - 19:53 ↓ 木曜 18:25 - 19:58 | 同時ネット |               |
| 福岡県         | TVQ九州放送（TVQ）       | テレビ東京系列                               | 金曜 18:55 - 19:56 ↓ 木曜 18:25 - 19:53 ↓ 木曜 18:25 - 19:58 | 同時ネット |               |
| 滋賀県         | びわ湖放送（BBC）        | 独立局                                       | 金曜 18:55 - 19:56 ↓ 木曜 18:25 - 19:53 ↓ 木曜 18:25 - 19:58 | 同時ネット | [ 8 ]         |
| 奈良県         | 奈良テレビ（TVN）        | 独立局                                       | 金曜 18:55 - 19:56 ↓ 木曜 18:25 - 19:53 ↓ 木曜 18:25 - 19:58 | 同時ネット | [ 8 ]         |
| 和歌山県       | テレビ和歌山（WTV）      | 独立局                                       | 金曜 18:55 - 19:56 ↓ 木曜 18:25 - 19:53 ↓ 木曜 18:25 - 19:58 | 同時ネット | [ 9 ]         |
| 福島県         | テレビユー福島（TUF）    | TBS系列                                      | 土曜 13:05 - 14:00                                           | 遅れネット | [ 10 ]        |
| 宮崎県         | テレビ宮崎（UMK）        | フジテレビ系列 日本テレビ系列 テレビ朝日系列 | 水曜 10:25 - 11:25                                           | 遅れネット | [ 11 ]        |
| 静岡県         | テレビ静岡（SUT）        | フジテレビ系列                               | 土曜 12:00 - 13:00                                           | 遅れネット | [ 12 ]        |
| 熊本県         | 熊本放送（RKK）          | TBS系列                                      | 日曜 15:30 - 16:54                                           | 遅れネット | [ 13 ]        |
| 鹿児島県       | 南日本放送（MBC）        | TBS系列                                      | 水曜 21:00 - 21:57                                           | 遅れネット | [ 14 ]        |
| 青森県         | 青森朝日放送（ABA）      | テレビ朝日系列                               | 日曜 10:00 - 10:55                                           | 遅れネット | [ 15 ]        |
| 富山県         | 富山テレビ（BBT）        | フジテレビ系列                               | 日曜 1:15 - 2:15（土曜深夜）                                 | 遅れネット | [ 16 ]        |
| 愛媛県         | あいテレビ（itv）        | TBS系列                                      | 土曜 11:59 - 13:00                                           | 遅れネット |               |
| 宮城県         | 東日本放送（khb）        | テレビ朝日系列                               | 日曜 10:00 - 10:55                                           | 遅れネット | [ 17 ]        |
| 石川県         | 石川テレビ（ITC）        | フジテレビ系列                               | 土曜 15:30 - 16:25                                           | 遅れネット | [ 18 ]        |
| 長野県         | 長野放送 (NBS)           | フジテレビ系列                               | 日曜 12:00 - 13:00                                           | 遅れネット | [ 19 ]        |
| 新潟県         | NST新潟総合テレビ（NST） | フジテレビ系列                               | 不定期放送                                                   | 遅れネット | [ 21 ]        |
| 山形県         | さくらんぼテレビ（SAY）  | フジテレビ系列                               | 不定期放送                                                   | 遅れネット | [ 21 ] [ 22 ] |
| 広島県         | 中国放送（RCC）          | TBS系列                                      | 不定期放送                                                   | 遅れネット | [ 23 ]        |
| 沖縄県         | 琉球朝日放送（QAB）      | テレビ朝日系列                               | 不定期放送                                                   | 遅れネット |               |

過去のネット局
※いずれの局も遅れネット。
| 放送対象地域 | 放送局             | 系列    | 放送日時           | 備考   |
| ------------ | ------------------ | ------- | ------------------ | ------ |
| 岐阜県       | 岐阜放送（GBS）    | 独立局  | 日曜 21:00 - 21:55 | [ 24 ] |
| 岩手県       | IBC岩手放送（IBC） | TBS系列 | 月曜 10:25 - 11:20 | [ 25 ] |

- 岐阜放送を除く独立局では通常時同時ネットではあるが、あくまで番販ネットのため、局の編成の都合で臨時非ネットもしくは遅れネットとすることがあった。

## スタッフ（2021年10月以降）
- ナレーター：林家たい平、鬼頭明里【毎週】、小野寺一歩、加藤美由紀、首藤志奈【週替り】
- 構成：松田敬三、永井ふわふわ、奈佐はぢめ、石原慎也、田中裕作、折戸泰二郎
- 構成・リサーチ：つじまこと、はしもとこうじ、今田佑、中島由有伽【週によって担当が異なる】
- 編集：米澤武史、安田周平、布山隆治（aai）【週替り】
- MA：坂入寛章（aai、一時離脱→復帰）
- 美術進行：小野清菜（以前は美術デザイン）、古川大規
- 技術：野瀬一成、近藤剛史【週替り】
- 音効：チームNICE
- ロゴデザイン：STUDIOKIKUCHI
- 番宣：下舞由理香（テレビ東京）
- デスク：出家李紅（テレビ東京）【毎週】、秋場香織（PROTX）【週替り】
- 動物監修：のづた動物病院
- 制作協力：Gothic、PROTX（一時離脱→復帰）、スーパーテレビジョン、LDL、KRYdear【週替り】
- AD：山内絵理子、西部静月、小島鉄平、島村香澄、板谷翼、種村真菜、荒木祥、水野裕太、幸山慎平、アンドラダ・パオロ、堀野拓己、阿部龍一郎、高山すみれ、菊池萌加、龍田愛、狩野早耶、石井大輝、武田萌、松川未空、長尾昇吾、吉田梨乃【週替り】
- AP：月村美貴、神山亜弓（Q.inc）【毎週】、吉田弓恵、奥田照美、中村健二（LDL）、関直輝、小嶋悠介【週替り】
- ディレクター：柳信也（Gothic）、木塚圭司（PROTX、以前は総合演出）、市葉純一、栗崎圭悟、柴田琢朗【事実上のチーフディレクター】、亀崎裕介（Gothic）、小林恵美、滝田靖明、武藤哲典・山田翔太・小林健太（PROTX、山田→一時離脱→復帰）、枦木友成、布袋誠一郎・名木田一貴（スーパーテレビジョン→、名木田→以前はAD）、杉本諭久、山崎愛弥、佐々木泰知、大和田殻、西田周平、中村慎吾、坂本篤、澁谷優介、藤原康太・太田大介（Q.inc）、児玉光生、永井雄一、渡部修平、塚本洋平（PROTX）、渡邊永人【週替り】（市葉・枦木・布袋→以前は演出、塚本・渡邊→以前はAD）
- 演出：青木章浩
- 演出・プロデューサー：三宅優樹（テレビ東京）
- プロデューサー：水谷豊（テレビ東京）【毎週】、内山大輔（Gothic）、橋本孔一、青山海太（PROTX）、金澤豊（スーパーテレビジョン）、近藤有美、大森亮平（LDL）、内藤三保子、櫻井謙（KRYdear）、村田麻衣【週替り】
- チーフプロデューサー：松澤潤（テレビ東京）
- 製作著作：テレビ東京

### 過去のスタッフ
- ナレーター - ならはしみき、坂本千夏、服部伴蔵門、冨永みーな、大江戸よし々
- 声の出演 - 吉田麻実、藤川勝也、慶長佑香、狭川尚紀
- 構成 - 中本麻理、川上テッペイ、なかじまはじめ、堀田延、安部裕之、成瀬正人、デーブ八坂、佐々木貴博（佐々木→以前はリサーチ）、澤井直人、細川拓朗、堤映月（堤→以前はリサーチ）、石川将輝（石川→以前はAD→一時離脱）、徳元優太、吉岡秀侑
- 技術 - イメージランド、DEEP、ウィズ、GPA USA、パワービジョン、ライズカンパニー、ジェイ・クルー
- カメラ：吉田健吾
- 映像：小出一貴
- 照明：新井香澄
- 音声：門脇茂誠
- 編集 - 普津澤航、近藤裕彦、中島拓也、土屋初枝、太田友康、高羽英揮、石渡雄太、北代昇司・神保和則（aai）、村田清加、加藤駿、下澤健一郎、今田隆之（エスユー）、安川修平、尾形義浩、沖野浩平、平井剛
- MA - 長瀬貴広、阿世知貴彦、平山達也
- 音効 - 齋藤俊郎（OPUS-1）、松田創（TheBLUEBEAT）、大谷匡範（ZACK）
- イラスト：レイデザイン、OHRYS BIRD、森本レオリオ
- アートプロデューサー：薬王寺哲朗
- メイク：山田かつら
- 大道具：大井優志
- 小道具：佐藤孝宏
- CG - アイヴリックスタジオ、TheKingMaker、奥田真也、木村郁也(ふみや)
- ロケ技術：テレプロ、CLEAR[要曖昧さ回避]、キュー[要曖昧さ回避]、名古屋東通、コールツプロダクション、ZlOO、CAMIX、テックサービス、千代田ビデオ、ナック・ビジュアル
- 技術協力[26]：Zeta、港家、BULLBULL、EYEZEN、オフィスて・ら
- 編集協力：D★DFACTORY
- ロケ美術 - テレビ東京アート
- 動物監修 - 平野太陽
- リサーチ - 田村沙紀、河野秀彰、石井千鶴、小池元太、永田芹香、宮本有美香
- 編成 - 反町豊（テレビ東京）
- 番宣 - 峰彩子・阪本裕美子・小山佑介・柳沙織・筒井悠太・走尾奈美絵（テレビ東京）
- 制作協力 - VAMP、mediowitch、Hearts、ウッドオフィス、Octagongroup、WHOLEMAN
- AP - 佐伯愛、黒崎健一、宇久田百子、作美彩香、大城裕子、松村郁雄、遠藤充子（テレビ東京）、小川隆蔵（Q.inc）、難波裕介（PROTX）、山浦徹吾、望月麻未（WHOLEMAN）、米田后甫
- AD - 中村俊哉【毎週】、山本裕典、繁田植文、阿部優花、清水和真、悉知卓矢、塚本洋平、奥山和真、小林小夏、熊野和則、森崎友紀子、柳原淳志、富永倖司、櫻田千夏、佐野あさ美、田中美奈、櫛田希望、高橋尚也、吉田愛咲、津久井啓貴、杉浦大地、五十嵐愛実、木村宏行、谷口由里子、坂田早紀、竹内雄太、桑原星二、大島達矢(也)、関愛弓、浜田モモコ、島崎史夏、野上元気、濱野圭佑、山岸晴貴、丸山大樹、夏明桃花、西山孟、中川浩輔、横川祥也、井戸田絵里加、望月麗未、榎本有希、松澤朋美、山田沙祈、山崎和泉、河村郁哉、沼野織絵、澤谷兼、下村実来、小林史佳、篠原任成（PROTX、以前はAD→一時離脱→復帰、ディレクターの回あり）、長谷川綾子、山川卓也、西村真奈、山田望、吉田拓矢、黒木裕己、菊地信之介、平田暁拡、眞坂知夢、澤谷兼、黒木大夢
- ディレクター - 大村嘉範、川村大介、犬伏晋也、岡順一郎、大竹正裕、田中惇、近藤翔太、吉村崇志、田岡伸介、加藤武徳、前田夢有、中川健太郎、田中友洋、広田剛己、金島豊、佐藤利恵、岡野彰男、小倉弘正、近広史、石塚学、蓑茂健太郎、松井一樹、加藤正明、水野潤、中間拓郎、須藤拓也、小倉大輔、西重雄、羽生千詠美、田村海、折原悠樹、丸山恵（丸山→ADの回あり）、大山卓也、茂木孝太、若菜久利、梶山飛博、渡邉智哉、松岡秀尚、木坂優介、佐藤杏子、浅川政樹、齋藤恵介（齋藤→ADの回あり）、桑原正史、安田在怯、長島砂織、檜垣和孝、田野裕哉、永田香織、堀井穂高、畑川渉、福本豊、石丸達也、酒井秀樹、入山真也、川田創、八塚大志、本道英門（Hearts）、佐藤貴亮、森谷将、嵯峨圭樹（嵯峨→ウッドオフィス、以前はディレクター►演出）、髙橋慎、惠村悟（惠村→テレビ東京）、山口阿子、佐々木嘉伸、南岡広紀、町田拓哉（町田→以前はAD）、阿部史弥、川村公人、藤田豊平、志村翔平（志村→以前はAD）、斉藤純二、真木大輔（一時離脱→復帰）、貝瀬鉄矢、小崎市太郎、宮本大輔、三上昭人、宮﨑正志、池田修大、片岡伸幸・平賀知博（共に演出の回あり）、丸山将人、宮内佑弥、山田大輝（以前はAD）、片岡智里、藤森達也（藤森→一時離脱→復帰）
- 演出 - 武島義之、藤本達也、井上こうき、神山友和、大嶋健彦、柳川邦顕（LDL、以前はディレクター）、富田一伸（Octagon）、緑川大介
- 総合演出 - 木村健作・岩下裕一郎・小比類巻将範（テレビ東京）
- 演出P - 株木亘（テレビ東京、2019年10月17日-）
- プロデューサー - 清水俊雄・小高亮・穂苅雄太（テレビ東京、穂苅→以前はAD→ディレクター→AP）、田崎泰子、飛田岳紀、富修二、五十嵐洋文、園部雄一郎、渡部かおり、小口基輝（Hearts）、新本奈美（ウッドオフィス）、桑原宏次（PROTX）、白鳥秀明・大谷利彦（Octagon）、小野元照（WHOLEMAN）
- チーフプロデューサー - 加藤正敏・越山進・岡田英吉・末永剛章（テレビ東京）